# Hiroya Ishimaru
Hiroya Ishimaru 石丸 博也 (Ishimaru Hiroya?), nato Shinji Ishide (石出 伸二?, Ishide Shinji) (Prefettura di Miyagi, 12 febbraio 1941) è un attore e doppiatore giapponese.
È stato sotto contratto con Aoni Production.

## Biografia
È principalmente noto per essere il doppiatore storico di Koji Kabuto e il doppiatore giapponese di Jackie Chan.
Ha inoltre interpretato Kozuki Oden in One Piece sotto richiesta dello stesso Eiichiro Oda, il quale è un fan dell'attore.
Il 27 aprile 2023 ha annunciato il suo ritiro dal mondo del doppiaggio.

## Ruoli interpretati

### Serie animate
- Blessing of the Campanella (Fabious Verritti)
- City Hunter (Killer di Yuko)
- Combattler V (capo dei motociclisti)
- Conan il ragazzo del futuro (Orlo)
- Dancouga (Kotaro Hazuki)
- General Daimos (Gurney Halleck)
- Gintama (Capitan Dragon)
- Godannar (Tatsuya Aoi, Narratore)
- Il Grande Mazinga (Koji Kabuto)
- Il libro della giungla (serie animata 1989) (Bagheera)
- Kate and Julie (Col. McMurphy)
- Kenichi (Apachai Hopachai)
- Kiko soseiki Mospeada (Simone)
- Kyashan - Il ragazzo androide (Billy, Mikhail)
- L'invincibile Zambot 3 (Hamamoto (ep. 13), rifugiato #1)
- L'isola del tesoro (serie animata 1978) (Richard Joyce)
- Le nuove avventure di Pinocchio (ragazzino #5)
- Little Twins (Tottemu)
- Mazinga Z (Koji Kabuto)
- One Piece (Kozuki Oden)
- Princess Principal (voce imitativa di Beatrice #1)
- Project ARMS (Keith Blu)
- Teknoman (Padre di Noal)
- Tokyo Ravens (Daizen Amami)
- Transformers (Hot Rod/Rodimus Prime)
- Transformer - The Headmasters (Hot Rod/Rodimus Prime)
- Transformers Animated (Rodimus Prime)
- Turn A Gundam (Mallygan, Agrippa Maintainer)
- UFO Robot Goldrake (Koji Kabuto)
- Un oceano di avventure (Gayle)

### OAV
- Cyber City Oedo 808 (Sengoku Syunsuke)
- City Hunter Special: Un complotto da un milione di dollari (Douglas)
- God bless Dancougar (Kotaro Hazuki)
- Mazinkaiser (Koji Kabuto)

### Film animati
- Mazinga Z contro Devilman (Koji Kabuto)
- Mazinga Z contro il Generale Nero (Koji Kabuto)
- Mazinkaiser contro il Generale Nero (Koji Kabuto)
- Mazinga Z Infinity (Comandante)
- Tokyo Godfathers (Yasuo)
- Transformers - The Movie (Hot Rod/Rodimus Prime)
- UFO Robot Goldrake contro il Grande Mazinga (Koji Kabuto)
- UFO Robot Goldrake, il Grande Mazinga e Getta Robot G contro il Dragosauro (Koji Kabuto)

### Videogiochi
- Castlevania: Rondo of Blood (Dracula)
- Dissidia Final Fantasy: Opera Omnia (Edge)
- Ehrgeiz: God Bless the Ring (Koji Masuda)
- Final Fantasy IV (Remake) (Edge)
- Just Cause 3 (Tom Sheldon)
- Kenichi: The Mightiest Disciple: Fierce Battle! The Eight Fists of Ragnarok (Apachai Hopachai)
- Live A Live (Remake) (Shifu)
- Majikoi! R (Lu Shihandai)
- One Piece: Pirate Warriors 4 (Kozuki Oden)
- Street Fighter X Tekken (Lei Wulong)
- Super Robot Wars Alpha (Koji Kabuto)
- Super Robot Wars Alpha Gaiden (Koji Kabuto, Agrippa Maintainer)
- Super Robot Wars Alpha 2 (Koji Kabuto, Gurney Halleck)
- Super Robot Wars Alpha 3 (Koji Kabuto)
- Super Robot Wars A Portable (Koji Kabuto)
- Super Robot Wars Z (Koji Kabuto)
- Super Robot Wars Z2: Destruction Chapter (Kenji Asuka)
- Super Robot Wars Z2: Rebirth Chapter (Kenji Asuka)
- Super Robot Wars Z3: Hell Chapter (Kenji Asuka)
- Super Robot Wars Z3: Heaven Chapter (Kenji Asuka)
- Tekken 3 (Lei Wulong)
- Tekken Tag Tournament (Lei Wulong)
- Tekken 4 (Lei Wulong)
- Tekken 5 (Lei Wulong)
- Tekken 6 (Lei Wulong)
- Tekken Tag Tournament 2 (Lei Wulong)
- Tekken 7 (Lei Wulong)
- Ys IV: The Dawn of Ys (Duran)

### Ruoli di doppiaggio
- I Simpson (Lionel Hutz)
- Kung Fu Panda (Scimmia)
- Kung Fu Panda 2 (Scimmia)
- Kung Fu Panda 3 (Scimmia)
- Le avventure di Jackie Chan (Jackie Chan)
- Link Click (Master Siwen)
- Ortone e il mondo dei Chi (Mortone)
- Scuola di polizia (serie animata) (Carey Mahoney)
- Star Trek (serie animata) (Montgomery Scott)
- Tartarughe Ninja alla riscossa (Casey Jones)
- Tom & Jerry - Il film (Papà Starling)